# 华凤翔
华凤翔（1897年3月29日—1984年3月27日），一名如毅。直隶天津人。中华人民共和国政治人物、工程师。

## 生平
华凤翔自幼家贫。三岁时，父亲死于八国联军入侵，后凭母亲针线维持生计，考入天津官立中学。1916年，考入清华学校学习。1920年，赴美国留学，在麻省理工学院攻读造船工程。1923年，麻省理工学院毕业后，他在船厂实习，又考入密歇根大学研究生院继续读造船和机械工程。1924年，获硕士学位。1925年春回国到天津。1926年，经李庆善介绍，到广州增埗工业专门学校当教授。1929年夏，离开广州北上，到唐山交通大学任副教授，讲授材料试验学及动力学。1930年夏，与夏岱寿结婚。
1933年，华凤翔进入交通部上海航政局任验船师。1934年，进入杭州笕桥中美合营的中央杭州飞机制造厂任工程师、生产部主任。1936年，去美国考察飞机制造工厂，后被派赴马丁公司监造轰炸机6架，1937年回国。1937年8月14日，中央飞机制造厂遭日军飞机轰炸，华凤翔主持工厂内迁武汉工作。1939年后，他任教于上海私立工业专科学校。1941年，华凤翔在桂林广西纺织机械工厂工作。1942年，应时任国民党航空委员会成都航空研究院副院长王助之邀，华凤翔到研究院从事航空科学研究工作，任材料研究组副组长。1944年，在重庆战时生产局任专门委员。1945年，善后救济总署成立，华凤翔曾参加工矿物资申请单的筹备工作。1946年春到上海，在善后救济总署任工矿业务委员会主任委员。1948年4月，华凤翔应中国航空公司主任秘书王助的邀请，到中国航空公司任顾问，后兼任器材课课长。
1949年4月，华凤翔随中航迁到香港。1949年两航起义中，他参加何凤元、陆元斌等中共地下党员组织召开的中上层骨干会。11月9日，两航12架飞机北飞，起义成功。起义后美籍人员采取不合作态度，中航留港员工公推华凤翔代理机航组主任的职务。他因此留在香港，参加护产。1950年10月，他回到广州。11月，到北京参加两航起义周年纪念会。之后留在北京，担任军委民航局机务处副处长，同时负责筹建民航太原机械修理厂。
民航局方案经呈报周恩来获得批准，1950年12月，太原亲贤机场及二、三营盘旧兵营交民航建设飞机修理厂用。1951年，民航局正式任命华凤翔为太原机械修理厂厂长，于辉为政治委员，高树青为副厂长。1951年1月15日，太原机械修理厂（后改名为军委民航局第一修理厂）开始动土施工。4月25日，修理厂胜利建成，创造了百日建厂的高速度。1951年5月1日，民航太原机械修理厂举行了开厂典礼。1952年三反运动后，民航太原机械修理厂的全部人员、设备、厂房设施等移交给政务院重工业部航空工业局。1952年1月，华凤翔由太原回北京，被任为中航检查小组组长；三反运动结束，出任民航局机务处副处长。
1956年初，民航局成立了由华凤翔、林立仁、顾其行三人组成的民航科学研究规划小组，华凤翔任组长，提出了《关于中国民航科学研究工作初步方案》，着手科学研究机构的筹建工作。1957年7月9日，经国家科学规划委员会批准成立民航科学研究室，从事技术经济、飞机发动机、无线电通讯导航和技术情报等方面的研究工作，同年12月，任科学研究室副主任。1963年9月，华被任命为民航科学研究所副所长。文化大革命期间受到迫害。1979年12月，他出任民航局顾问。此外他还担任中国航空学会第一、二、三届理事。1984年3月27日，在北京市去世。